# Spruchschlüssel
Als Spruchschlüssel wird in der Kryptologie ein Schlüssel (oder Teilschlüssel) bezeichnet, der nur für einen „Spruch“ anzuwenden ist, also für eine einzige verschlüsselt zu übermittelnde Nachricht, beispielsweise ein Funktelegramm (FT). Im Englischen wird er Message key oder Indicator genannt, mit leicht anderer Bedeutung auch Session key.
Daneben gibt es den „Tagesschlüssel“, der für einen gewissen Zeitraum, häufig für einen Tag, gültig ist und in dieser Zeit für alle Nachrichten einheitlich verwendet wird.

## Hintergrund
Werden mehrere (unterschiedliche) Klartexte mit dem gleichen Schlüssel verschlüsselt, kann die Geheimhaltung kompromittiert werden. Wenn ein Angreifer mehrere mit dem gleichen Schlüssel erzeugte Geheimtexte zur Verfügung hat (englisch Depths), kann dies die Entzifferung abhängig vom genutzten Verschlüsselungsverfahren mehr oder weniger erleichtern. Man nennt dies auch Klartext-Klartext-Kompromittierung. Der Angreifer könnte auch Paare von Klartext und Geheimtext in Erfahrung bringen (englisch Cribs; Klartext-Geheimtext-Kompromittierung), was – wiederum je nach genutztem Verschlüsselungsverfahren – die Entzifferung eines weiteren mit dem gleichen Schlüssel erzeugten Geheimtexts erleichtern oder (etwa im Fall der Vigenère-Chiffre) sogar trivial machen kann.
Darum kann es wichtig sein, nicht mehrere (unterschiedliche) Klartexte mit identischen Schlüsseln zu verschlüsseln. In dieser Hinsicht wäre die kryptographisch sicherste Lösung, jeweils völlig unterschiedliche, also individuelle Schlüssel zu verwenden, ähnlich einem Einmalkennwort oder gar dem Einmalschlüsselverfahren (englisch One Time Pad). Allerdings haben diese den Nachteil, dass die Schlüsselerzeugung sowie die Verwaltung, Verteilung und Verwendung der „Einmalschlüssel“ extrem aufwendig ist und zumeist als nicht praxistauglich angesehen wird.
Üblicherweise verwendet man daher einen Kompromiss zwischen einerseits möglichst einheitlichen und damit leicht verteilbaren Schlüsseln und andererseits einer Prozedur, diese in gewisser Weise „individuell“ zu gestalten, damit sie – wenigstens teilweise – unterschiedlich werden. Hierzu dient der Spruchschlüssel. Moderen Verfahren nutzen zu diesem Zweck oft individuelle Initialisierungsvektoren (IV), etwa in Form einer Nonce.
Der Spruchschlüssel wird somit, um seine Änderung einfach zu machen, anders als der restliche Schlüssel verwendet. Er besteht häufig aus einer Reihe von Zeichen, im einfachsten Fall einige Ziffern oder Buchstaben, mit deren Hilfe der Schlüsselalgorithmus „initialisiert“ wird, also auf eine definierte Anfangsstellung gebracht wird. Es ist unter Umständen möglich, den Spruchschlüssel klar (also unverschlüsselt) zu übertragen. Da der restliche Schlüssel geheim ist, stellt dies kein Sicherheitsrisiko dar. Ein Unbefugter kann die Information in der Regel nicht nutzen. Möglich ist es auch, den Spruchschlüssel zu verschlüsseln und ihn erst dann zu übertragen. Dies wird als „Spruchschlüsselverschlüsselung“ bezeichnet (siehe auch: Enigma-Schlüsselprozedur).

## Beispiele
Benutzt wurden individuelle Spruchschlüssel bei vielen Hand- und Maschinenschlüsselverfahren, insbesondere bei Rotor-Chiffriermaschinen. Prominente Beispiele aus dem Zweiten Weltkrieg sind der „Geheimschreiber T52“ von Siemens & Halske, der Schlüssel-Zusatz SZ 40 und SZ 42 der Firma Lorenz, und die Enigma mit ihrer Spruchschlüsselverdopplung.
Auch die in den 1970er- und 1980er-Jahren in der DDR eingesetzte Chiffriermaschine T-310/50 nutzte individuelle Spruchschlüssel. Hier war die Maschine selbst mithilfe eines physikalischen Zufallsgenerators in der Lage, diese zu erzeugen.